# Фёдор Александрович (князь Ростовский)
Фёдор Александрович (1380?—1420?) — князь Ростово-Борисоглебский.

## Биография
Второй сын князя Александра Константиновича.
В 1397 году, во время борьбы Великого князя Московского Василия Дмитриевича с Новгородом, Двинская земля стала на сторону Москвы и, боясь своей метрополии — Новгорода, просила у великого князя наместника, которым был послан князь Фёдор. Последнего новгородцы осадили в крепости Орлеце и, после упорной месячной осады, взяли её, а князя Фёдора, взяв с него «присуд и пошлину», отпустили восвояси со всеми его ратными людьми.
10 лет спустя (а по Никоновской летописи — 11), во время княжения в Ростове князя Фёдора, город выгорел едва не весь и к тому же был разграблен татарами, а князь с жителями бежал из города.
В 1411 году, в числе других Ростовских князей, князь Фёдор стоял на стороне Москвы в борьбе последней с нижегородскими князьями и принимал участие в «злой сечи» при селе Лысково, которая окончилась поражением Московских войск. Князь Фёдор принимал участие и в другом походе против Нижегородских князей, предпринятом Московским князем в 1414 году.
Он служил Московским князьям не только, как воин, но и как администратор. В 1417 году, по просьбе псковичей, князь Фёдор был назначен великим князем Московским к ним наместником и, как кажется, пришёлся по нраву псковичам. На второй год своего княжения во Пскове он заключил выгодный для Пскова «мир по старине с Новгородом». В 1420 году, во время свирепствовавшего во Пскове мора, князь Фёдор, заболев и ожидая близкой кончины, постригся в монахи и уехал в Москву, где, вероятно, тогда же и скончался.
Супруга его, неизвестная нам по имени, скончалась в 1425 году. Из всех, приписываемых ему родословными детей с несомненностью можно говорить лишь о сыне Александре.